# Björn Ferry
Björn Ferry (Stensele, 1 de agosto de 1978) es un deportista sueco que compitió en biatlón.
Participó en cuatro Juegos Olímpicos de Invierno, entre los años 2002 y 2014, obteniendo dos medallas en Vancouver 2010, oro en la prueba de persecución y bronce por relevos, y el cuarto lugar en Turín 2006 (relevo).
Ganó cuatro medallas en el Campeonato Mundial de Biatlón entre los años 2007 y 2012.

## Palmarés internacional
| Juegos Olímpicos   | Juegos Olímpicos      | Juegos Olímpicos  | Juegos Olímpicos |
| Año                | Lugar                 | Medalla           | Prueba           |
| ------------------ | --------------------- | ----------------- | ---------------- |
| 2010               | Vancouver (Canadá)    | Medalla de oro    | Persecución      |
| 2010               | Vancouver (Canadá)    | Medalla de bronce | Relevo           |
| Campeonato Mundial |                       |                   |                  |
| Año                | Lugar                 | Medalla           | Prueba           |
| 2007               | Antholz (Italia)      | Medalla de oro    | Relevo mixto     |
| 2010               | Janty-Mansisk (Rusia) | Medalla de bronce | Relevo mixto     |
| 2011               | Janty-Mansisk (Rusia) | Medalla de bronce | Relevo           |
| 2012               | Ruhpolding (Alemania) | Medalla de plata  | Salida en grupo  |